# Scheur
La Scheur est une branche du delta du Rhin et de la Meuse d’à peu près 15 km de long, qui va du confluent de la Vieille Meuse et de la Nouvelle Meuse, jusqu’au Nieuwe Waterweg.
Jusqu'au XIXe siècle, la Scheur peu après Maassluis et Rozenburg tournait vers l’ouest et débouchait dans la mer du Nord, au sud de l'actuelle réserve naturelle De Beer.

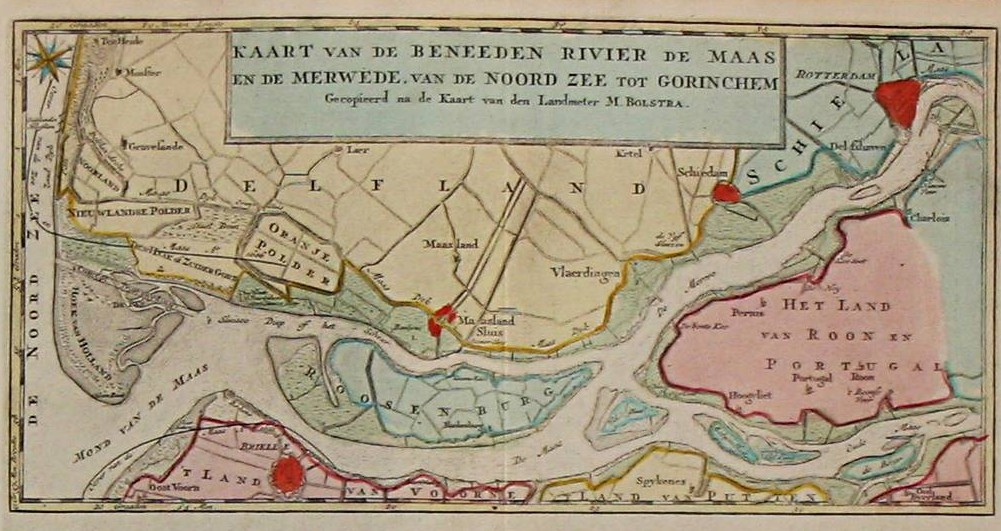
Embouchure de la Meuse en 1769. La Scheur se sépare de la Meuse de Brielle qu'elle rejoint ensuite pour former la bouche de la Meuse.